# آرني بيرجمان
آرني بيرجمان (بالآيسلندية: Árni Bergmann)‏ هو كاتب آيسلندي، ولد في 22 أغسطس 1935.

## المسار المهني
درس بيرجمان اللغة الروسية في جامعة موسكو الحكومية وحصل على درجة الماجستير في الآداب من المؤسسة ذاتها في عام 1962. بعد ذلك بوقت قصير، انضم إلى موظفي الصحيفة الآيسلندية ذات الميول الاشتراكية (Þjóðviljinn) كصحفي وكاتب عمود. وأصبح الناقد الأدبي الأول في الصحيفة وشغل منصب رئيس التحرير خلال الفترة من 1978 إلى 1992.